# Yacht Club Uruguayo
El Yacht Club Uruguayo (YCU) es un club náutico ubicado en el Puerto del Buceo s/n, Montevideo, Uruguay.

## Historia
Fundado en 1906, originalmente tenía su sede en la Bahía de Montevideo.
Desde 1939 tiene su sede principal en el Puerto del Buceo, la imponente edificación art decó con líneas náuticas de 8 pisos que es obra de los arquitectos Jorge Herrán y Luis Crespi, fue inaugurada por el presidente Alfredo Baldomir el 28 de octubre de 1939. En 1995 fue delcarado patrimonio histórico numerado 019-338.
Posteriormente incorporó dos sedes más en Santiago Vázquez y, desde 1987, en Punta del Este. Además de los servicios náuticos cuenta con una piscina, clases de navegación, club social y deportivo, salón de fiestas y restaurante. 
Entre sus deportistas se destaca el doble campeón mundial y regatista olímpico Ricardo Fabini.

## Galería

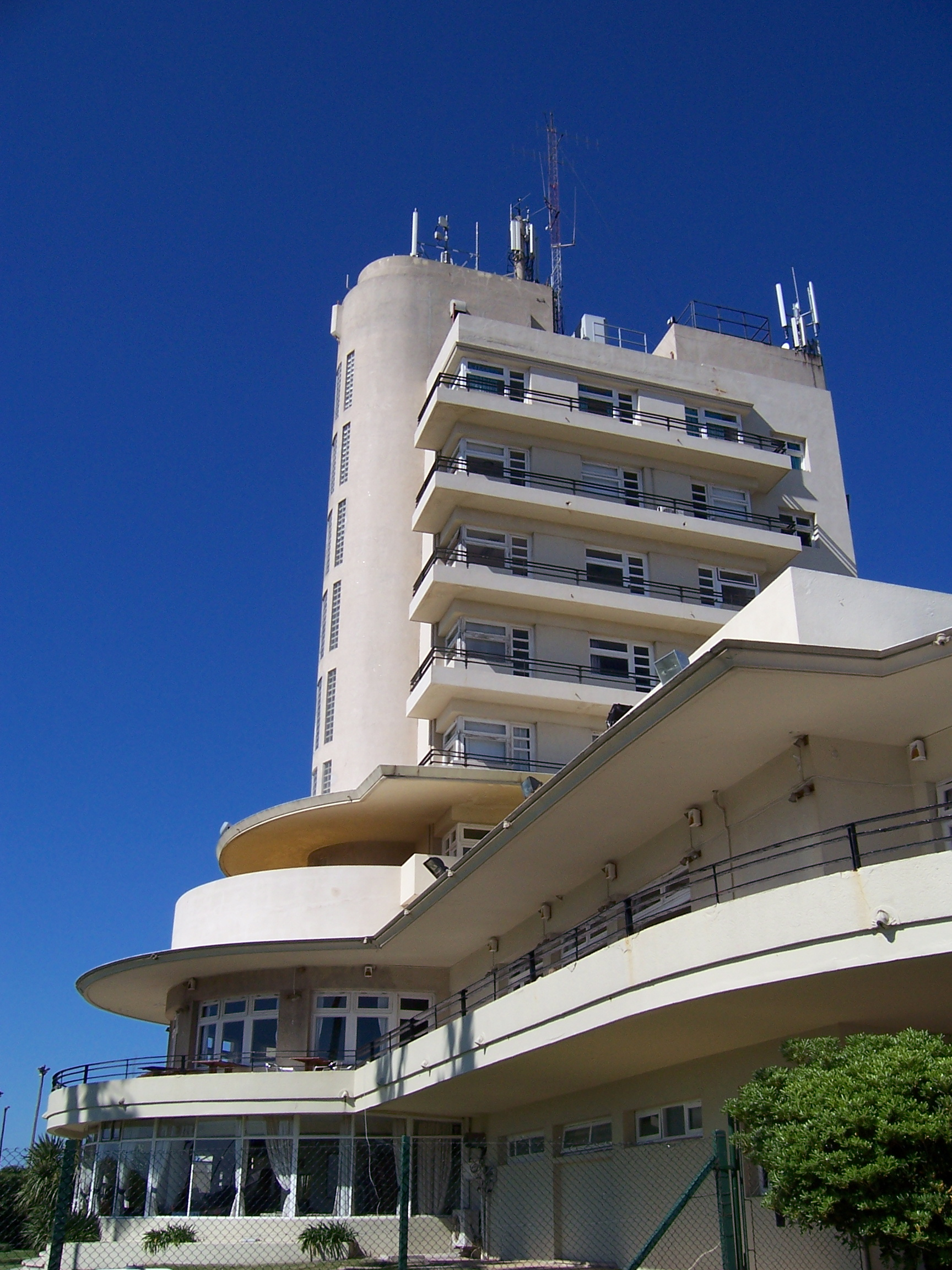
Edificio del Yacht Club Uruguayo en 2010.
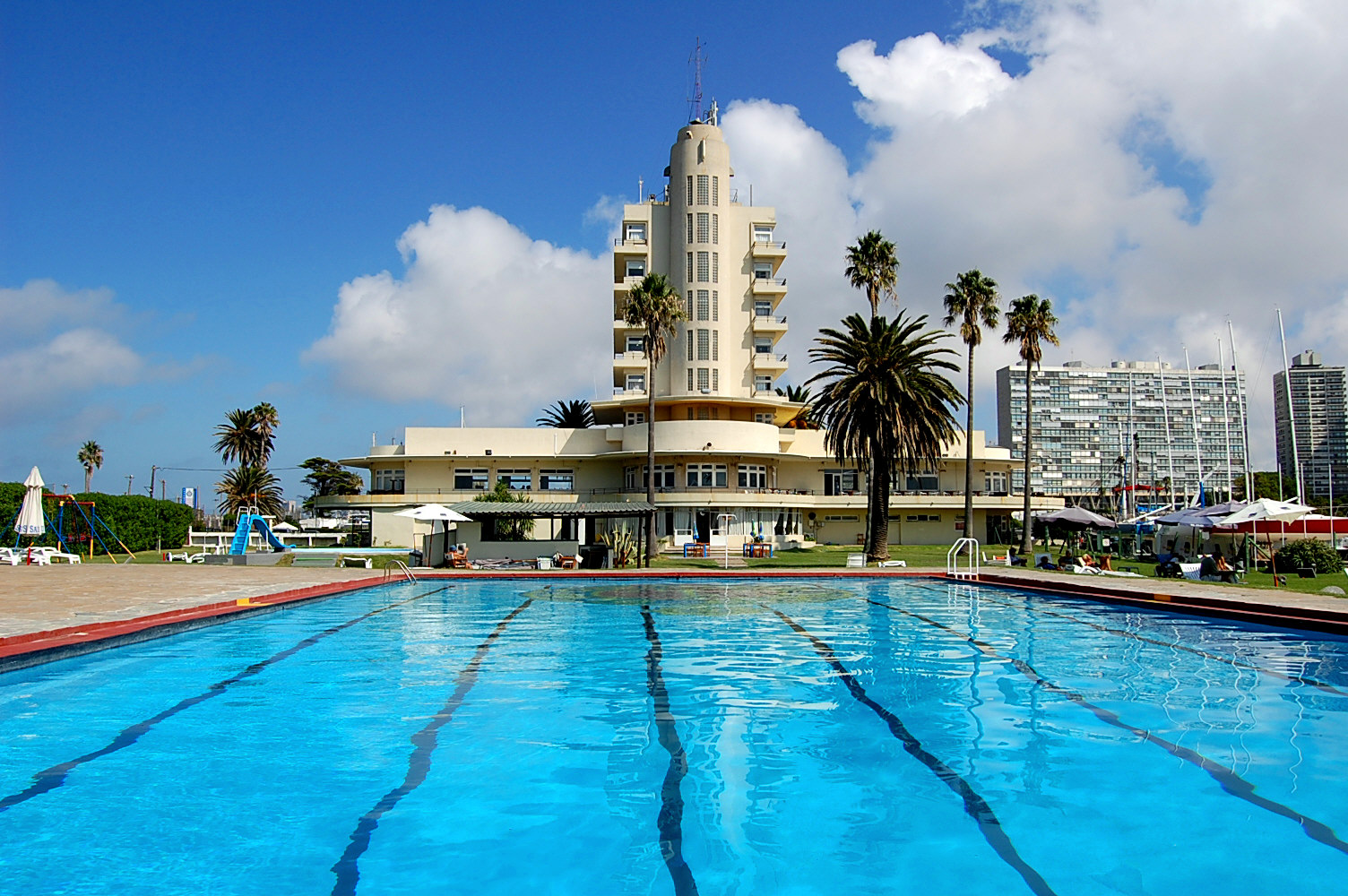
Piscina del Yacht Club Uruguayo en 2013.
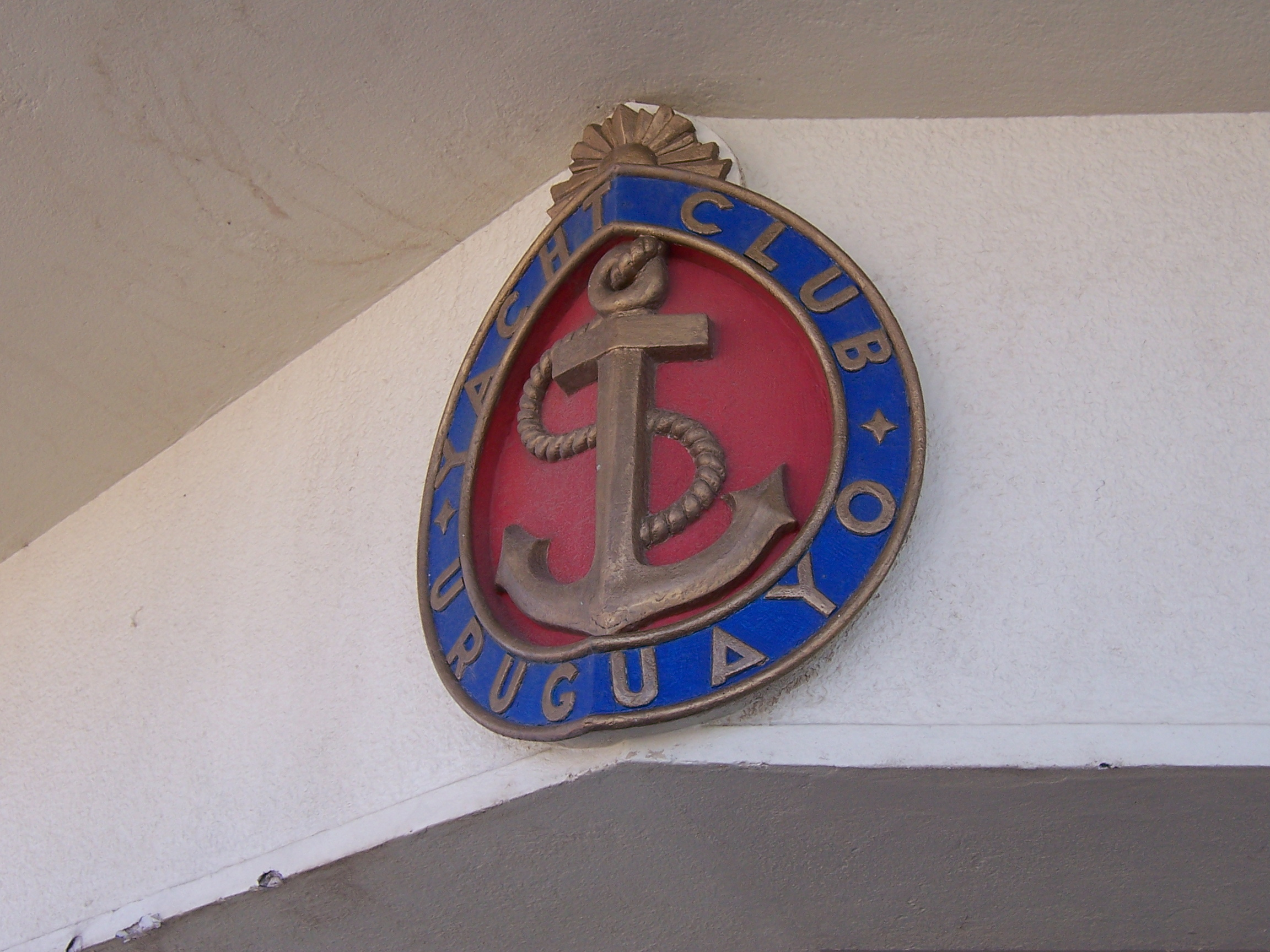
Escudo del Yacht Club Uruguayo.
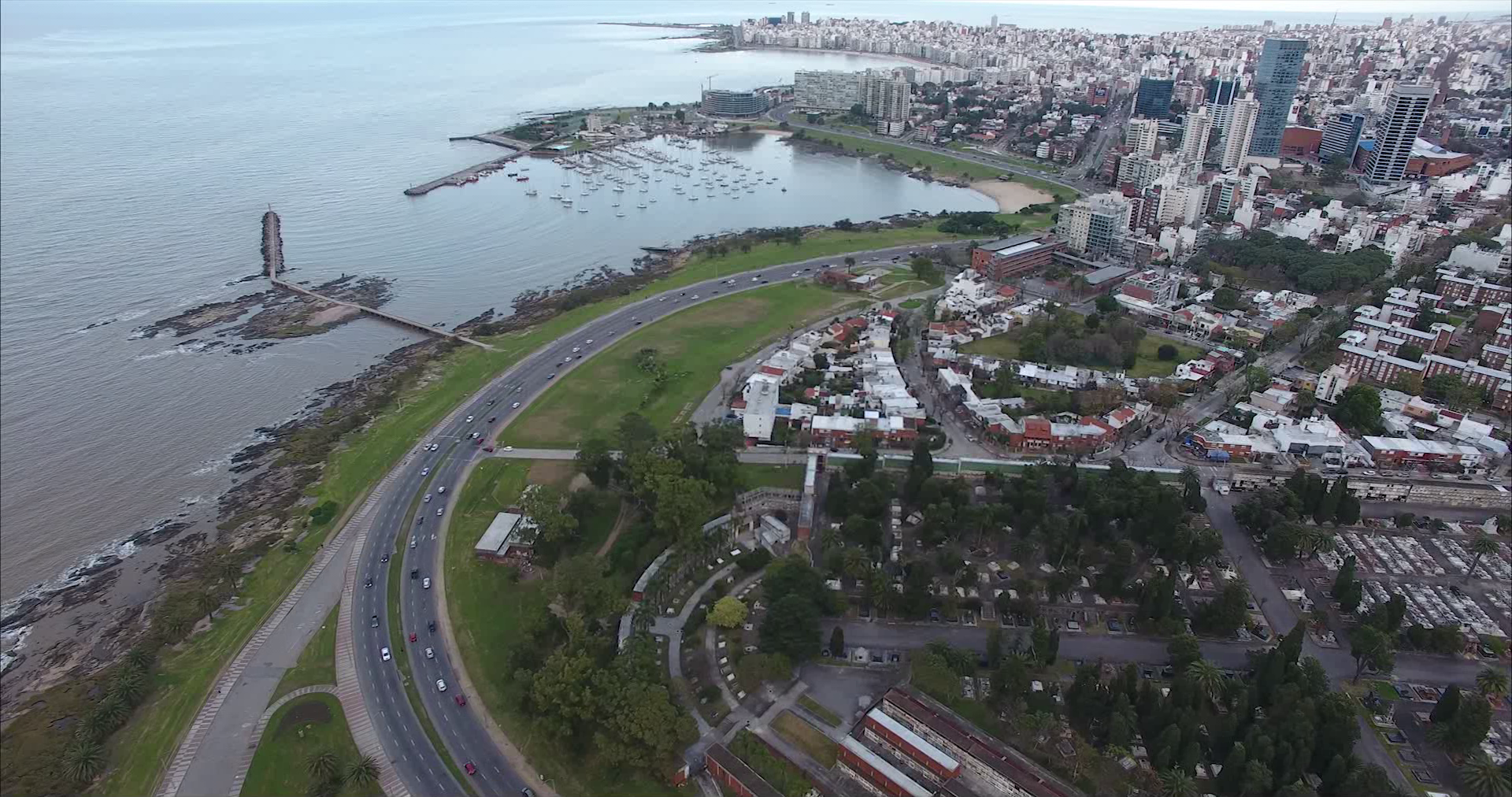
Toma aérea del Yacht Club y cercanías.
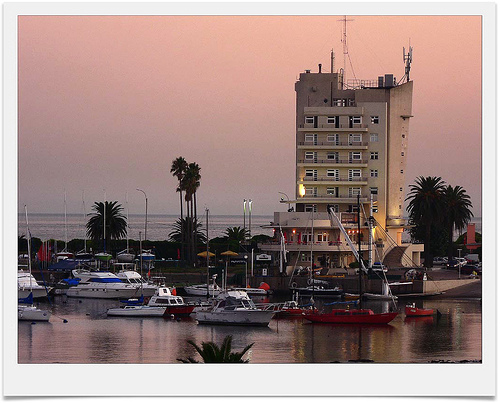
Puerto del Buceo.